# Podarcis tiliguerta

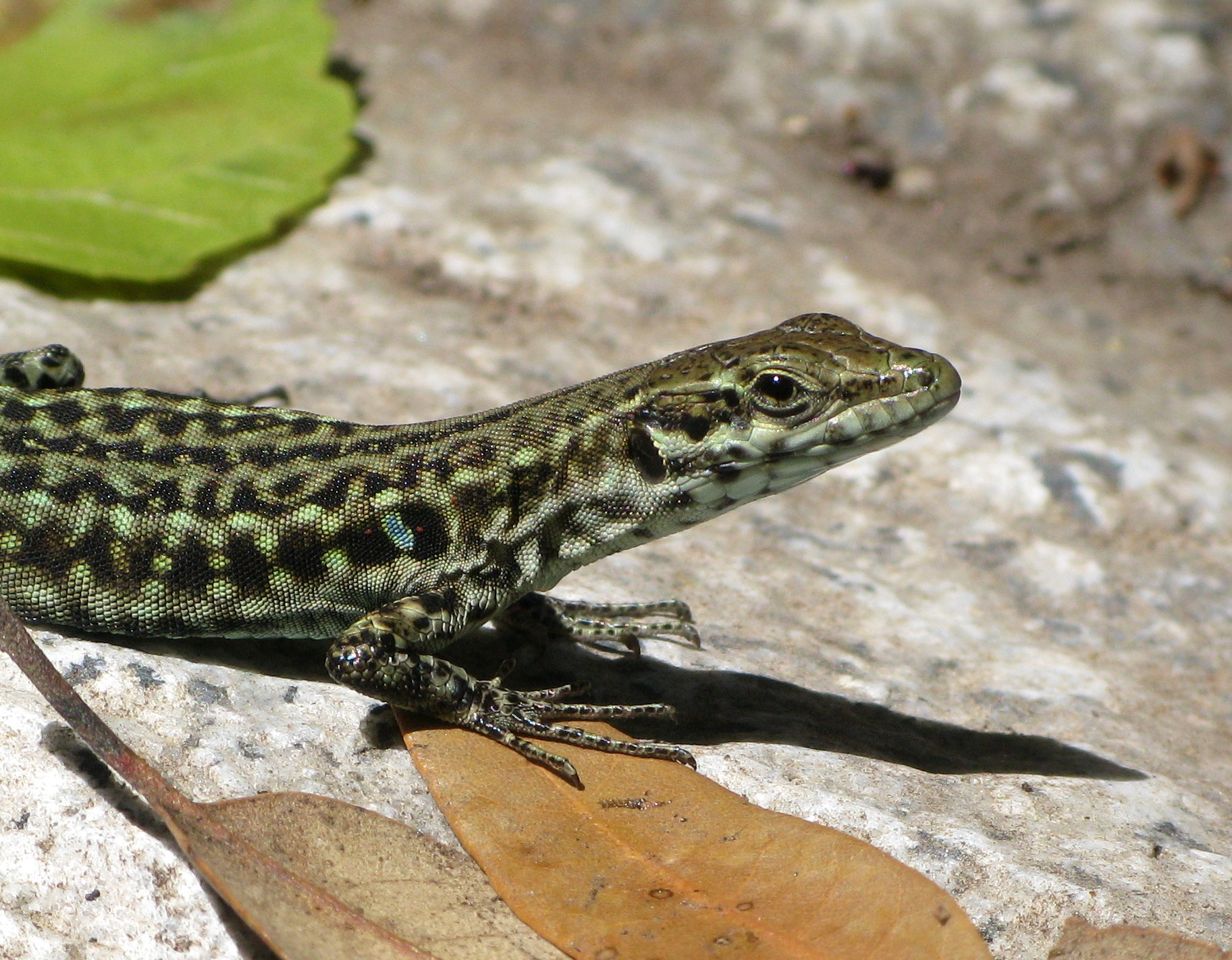
Podarcis tiliguerta

La lucertola tirrenica o tiliguerta (Podarcis tiliguerta (Gmelin, 1789)) è un rettile della famiglia Lacertidae. È un endemismo sardo-corso.

## Etimologia
Il nome del genere deriva dal greco antico ποδαρκής ( = piè veloce) mentre l'epiteto specifico deriva dal sardo tiliguerta (= lucertola).
Nome composto da: Thili= sole, e  cherta= cherrere= volere/ cercare=cerca. Quindi, letteralmente "cerca sole"

## Descrizione
La lucertola tirrenica ha un corpo esile e non appiattito, lungo 20–24 cm, di cui due terzi rappresentati dalla coda. Il capo ha un profilo triangolare, poco distinto dal tronco, con muso acuto ma smussato e timpano bene evidente. Le squame sono convesse o poco carenate. La colorazione è variabile: il dorso e i fianchi hanno colori di fondo che variano dal verde al giallastro al bruno, con disegni costituiti da macchie reticolate scure, presenti solo sui fianchi o estese anche sul dorso, oppure da strie longitudinali chiare, più o meno interrotte, a volte bordate di scuro. Su ciascun fianco sono in genere presenti 2-7 macchie azzurre. Le parti ventrali sono più chiare, con tonalità variabili, in genere biancastre o giallastre o con sfumature rosate o aranciate, e con macchie scure nella gola.

## Biologia
Ha abitudini diurne e si nutre principalmente a spese di insetti e altri artropodi e secondariamente anche di alimenti vegetali. Va in letargo dall'autunno inoltrato fino all'inizio della primavera successiva e si riproduce tra marzo e aprile o più tardi nelle zone montane. Durante la riproduzione si instaura la competizione sessuale tra i maschi con controllo del territorio. Ogni femmina depone da 5 a 12 uova che schiudono in estate dopo un periodo d'incubazione di 2-3 mesi.

## Distribuzione e habitat
La specie è piuttosto comune e popola un areale che si estende su tutta la Sardegna e la Corsica dal livello del mare fino alle regioni montane (1800 metri in Sardegna); è inoltre presente in diverse isole minori della Sardegna.
L'habitat preferito è rappresentato da aree secche e soleggiate in boschi radi, macchie, pascoli, zone rocciose. Popola anche ambienti antropizzati e la si può rinvenire comunemente anche in ruderi, muri, bordi dei campi e delle strade. Negli ambienti di pianura e di media collina convive con la lucertola campestre (Podarcis siculus), che tende a sostituirla soprattutto negli habitat a marcata antropizzazione. Si distingue dalla lucertola campestre per le dimensioni più piccole, il corpo più esile e meno appiattito, le squame poco carenate e per i dettagli della colorazione.

## Conservazione
La lucertola tirrenica è predata da piccoli Mammiferi, carnivori o insettivori, da diversi Uccelli e da altri Rettili. Soffre più della lucertola campestre la presenza dell'uomo, ma è minacciata soprattutto dagli incendi e dalla riduzione degli habitat naturali.
In ogni modo per la sua diffusione non si presentano attualmente pericoli di sensibile riduzione e la specie si può ritenere non minacciata, fatta eccezione per alcuni ecotipi localizzati nelle isole minori della Sardegna.
Lo status di protezione è definito dalla Legge n. 503 del 1981 Allegato III (che recepisce la Convenzione di Berna) e dalla Legge regionale n. 23 del 1998.

## Voci correlate

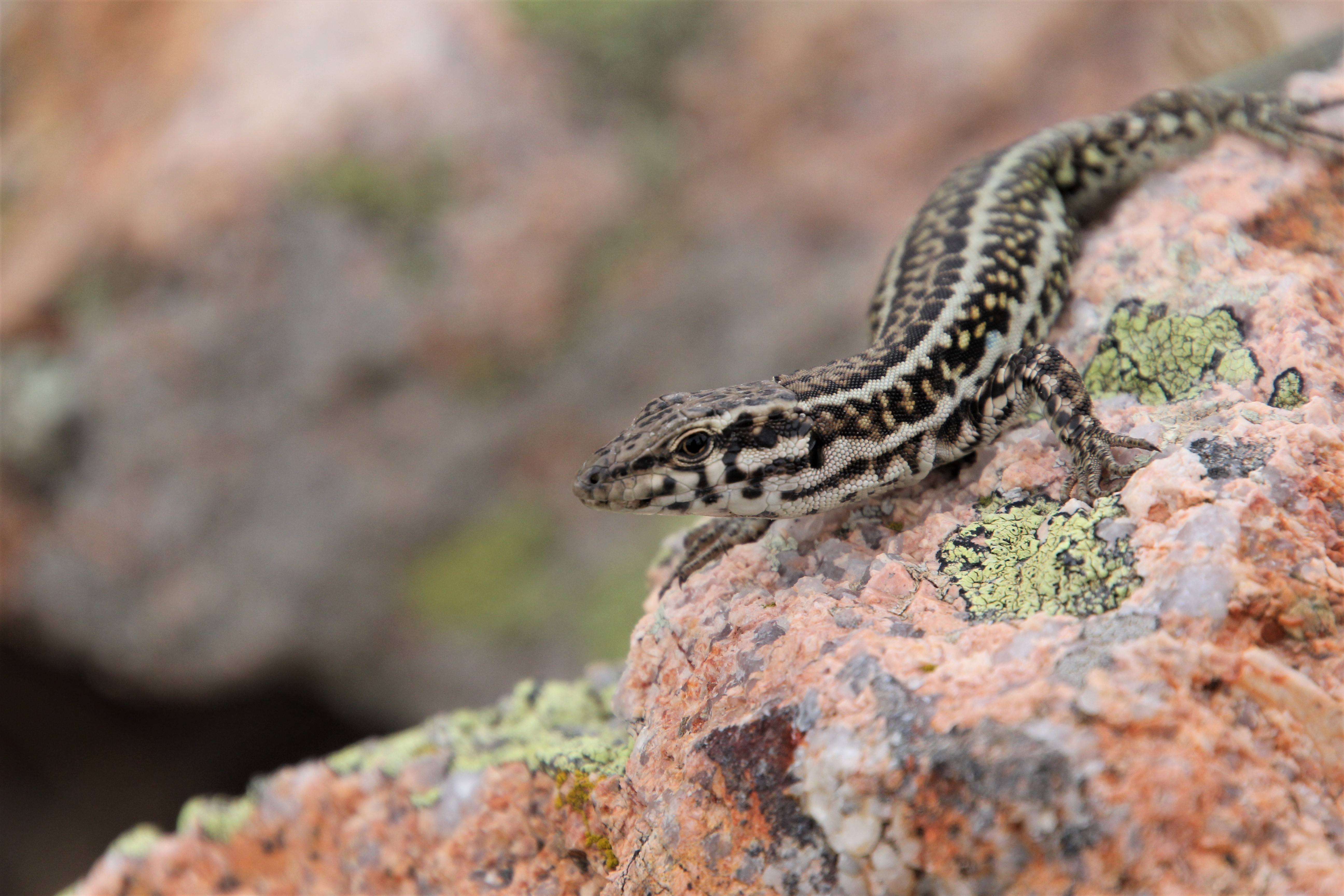